# Gilbertiodendron limba
Gilbertiodendron limba là một loài thực vật có hoa trong họ Đậu. Loài này được (Scott-Elliot) J.Leonard miêu tả khoa học đầu tiên.